# Saint-Martin-de-la-Lieue

Saint-Martin-de-la-Lieue este o comună în departamentul Calvados, Franța. În 1 ianuarie 2022 avea o populație de 767 de locuitori.